# The Shape of a Broken Heart
Albums de Imany
Sous les jupes des filles
(2014)
The Shape of a Broken Heart est le premier album de la chanteuse Imany, sorti en 2011.
Vendu à plus de 400 000 exemplaires dans le monde (dont la moitié en France), il a lancé la carrière internationale d'Imany, notamment avec le tube You Will Never Know.

## Pistes
| No  | Titre                   | Durée |
| --- | ----------------------- | ----- |
| 1.  | Slow Down               |       |
| 2.  | You Will Never Know     |       |
| 3.  | Kisses in the Dark      |       |
| 4.  | Where Have You Been     |       |
| 5.  | Grey Monday             |       |
| 6.  | Please and Change       |       |
| 7.  | Seat with Me            |       |
| 8.  | Shape of a Broken Heart |       |
| 9.  | Pray for Help           |       |
| 10. | I've Gotta Go           |       |
| 11. | I Lost My Keys          |       |
| 12. | Take Care               |       |

## Crédits
- Chant : Imany
- Guitare acoustique : Taofik Farah et Stéfane Goldman
- Guitare électrique : Stéfane Goldman
- Basse : Laurent Vernerey et Stéphane Castry
- Batterie : Latabi Diouani
- Percussions : Steve Shehan et Dupain
- Violoncelle : Valentine Duteil
- Piano et orgue : Johan Dalgaard
- Chœurs : Philippe Aglaé
- Chant (invitée) : Djénéba Koné

## Certifications
| Album                       | Détails                                                            | Meilleures positions dans les charts | Meilleures positions dans les charts | Meilleures positions dans les charts | Meilleures positions dans les charts | Meilleures positions dans les charts | Meilleures positions dans les charts | Meilleures positions dans les charts | Certifications |
| Album                       | Détails                                                            | FRA                                  | BEL (Vl)                             | BEL (Wa)                             | ALL                                  | ITA                                  | POL                                  | SWI                                  | Certifications |
| --------------------------- | ------------------------------------------------------------------ | ------------------------------------ | ------------------------------------ | ------------------------------------ | ------------------------------------ | ------------------------------------ | ------------------------------------ | ------------------------------------ | --- |
| The Shape of a Broken Heart | - Sortie: 2011 - Label: Think Zik! - Formats: CD, digital download | 19                                   | 55                                   | 47                                   | 47                                   | 10                                   | 4                                    | 36                                   | - France: Disque d'or - EXPORT[réf. nécessaire]: Album de Platine - POL: 3× Disque de platine[réf. nécessaire] - Russie : 2 x Disque de platine - Italie : Disque d'or - Grèce : Disque d'or - Turquie : Disque d'or |